# Romanus Andresen
Romanus Andresen, auch Wilhelm Romanus Georg Andresen  (* 2. Januar 1874 in Dresden; † 23. August 1926 in Charlottenburg) war ein deutscher Bildhauer und Sohn des Bildhauers Emmerich Andresen (1843–1902).

## Leben und Werk
Romanus Andresen besuchte von 1889 bis 1892 die Fürstenschule St. Afra zu Meißen (heute Sächsisches Landesgymnasium Sankt Afra) und anschließend die Hochschule der Künste Berlin (heute Universität der Künste Berlin). Bis 1904 lebte Andresen in Meißen im Hause seines Vaters. 1904 zog er nach Charlottenburg (heute Berlin-Charlottenburg). Romanus Andresen galt in seiner Zeit als bedeutender Künstler. Anerkennung fand er mit Grabdenkmälern, Porträtbüsten, Kleinplastiken und Porzellanfiguren. Anhaltender Erfolg war ihm aber nicht beschieden. 1924 musste ihm ein Teil der linken Hand amputiert werden. Krankheit und die Unsicherheit der wirtschaftlichen Verhältnisse führten 1926 zu seinem Freitod.